# Rugby sevens nos Jogos Olímpicos de Verão de 2020 - Masculino
O torneio masculino de rugby sevens nos Jogos Olímpicos de Verão de 2020 foi realizado entre os dias 26 e 28 de julho de 2021 no Estádio de Tóquio. Doze equipes participaram do evento.
Originalmente programado para 2020, em 24 de março daquele ano as Olimpíadas foram adiadas para 2021 devido à pandemia de COVID-19. Pela mesma razão todas as partidas foram realizadas com os portões fechados.
Atuais campeões em 2016, Fiji conseguiu defender o seu título para conquistar o bicampeonato olímpico ao vencer a Nova Zelândia na final. A Argentina conquistou a medalha de bronze ao superar a Grã-Bretanha.

## Medalhistas
|  | FIJ Fiji |  | NZL Nova Zelândia |  | ARG Argentina |
|  | Josua Vakurunabili Iosefo Masi Jiuta Wainiqolo Meli Derenalagi Jerry Tuwai Napolioni Bolaca Sireli Maqala Kalione Nasoko Asaeli Tuivuaka Vilimoni Botitu Waisea Nacuqu Aminiasi Tuimaba |  | Scott Curry Tim Mikkelson Dylan Collier Andrew Knewstubb Regan Ware Joe Webber Sione Molia Tone Ng Shiu Etene Nanai-Seturo Ngarohi McGarvey-Black Amanaki Nicole Kurt Baker |  | Rodrigo Isgro Lucio Cinti Ignacio Mendy Santiago Álvarez Lautaro Bazán Santiago Mare Marcos Moneta Germán Schulz Rodrigo Etchart Luciano González Felipe del Mestre Gastón Revol |

## Calendário
| FG | Fase de grupos | PC | Partidas de classificação | QF | Quartas de final | SF | Semifinal | F | Finais |

| M | Manhã | N | Noite |

| Data →            | 26 jul | 26 jul | 27 jul | 27 jul | 27 jul | 28 jul | 28 jul | 28 jul | 28 jul | 29 jul | 29 jul | 30 jul | 30 jul | 30 jul | 31 jul | 31 jul | 31 jul | 31 jul |
| Evento ↓          | M      | N      | M      | N      | N      | M      | M      | N      | N      | M      | N      | M      | N      | N      | M      | M      | N      | N      |
| ----------------- | ------ | ------ | ------ | ------ | ------ | ------ | ------ | ------ | ------ | ------ | ------ | ------ | ------ | ------ | ------ | ------ | ------ | ------ |
| Torneio masculino | FG     | FG     | FG     | PC     | QF     | PC     | SF     | PC     | F      |        |        |        |        |        |        |        |        |        |

## Qualificação
Doze equipes se classificaram para o torneio masculino de rugby sevens:
| Método                                            | Data                                        | Local       | Vagas | Classificado   |
| ------------------------------------------------- | ------------------------------------------- | ----------- | ----- | -------------- |
| País-sede                                         | —                                           | —           | 1     | Japão          |
| Série Mundial de 2018–19                          | 30 de novembro de 2018 – 2 de junho de 2019 | Vários      | 4     | Fiji           |
| Série Mundial de 2018–19                          | 30 de novembro de 2018 – 2 de junho de 2019 | Vários      | 4     | Estados Unidos |
| Série Mundial de 2018–19                          | 30 de novembro de 2018 – 2 de junho de 2019 | Vários      | 4     | Nova Zelândia  |
| Série Mundial de 2018–19                          | 30 de novembro de 2018 – 2 de junho de 2019 | Vários      | 4     | África do Sul  |
| Torneio de Qualificação da América do Sul de 2019 | 29–30 de junho de 2019                      | Santiago    | 1     | Argentina      |
| Campeonato da RAN de 2019                         | 6–7 de julho de 2019                        | George Town | 1     | Canadá         |
| Torneio de Qualificação da Europa de 2019         | 13–14 de julho de 2019                      | Colomiers   | 1     | Grã-Bretanha   |
| Campeonato da Oceania de 2019                     | 7–9 de novembro de 2019                     | Suva        | 1     | Austrália      |
| Campeonato Africano de 2019                       | 8–9 de novembro de 2019                     | Joanesburgo | 1     | Quênia         |
| Torneio de Qualificação da Ásia de 2019           | 23–24 de novembro de 2019                   | Incheon     | 1     | Coreia do Sul  |
| Torneio Final de Qualificação Olímpica de 2020    | 19–20 de junho de 2021                      | Mônaco      | 1     | Irlanda        |
| Total                                             | Total                                       | Total       | Total | 12             |

- Notas:

1. ↑  A Grã-Bretanha garantiu a classificação pela performance da Inglaterra, embora também pudesse selecionar jogadores da Escócia e do País de Gales para os Jogos Olímpicos.

## Formato
As doze equipes foram divididas em três grupos de quatro equipes cada para na fase inicial. Cada uma joga contra todas as demais equipes do grupo, totalizando três partidas. As duas primeiras colocadas de cada grupo, além das duas melhores terceiro colocadas no geral, avançam para a fase eliminatória, enquanto as demais equipes disputam jogos classificatórios do nono ao décimo segundo lugar. A fase eliminatória começa com as quartas de final e os vencedores avançam para as semifinais, enquanto os perdedores das quartas de final disputam a classificação do quinto ao oitavo lugar. Os dois vencedores das semifinais disputam a medalha de ouro, enquanto os dois perdedores disputam o bronze.

## Fase de grupos
A composição dos grupos foi anunciada em 28 de junho de 2021, a um mês do início das primeiras partidas.
Todas as partidas seguem o fuso horário local (UTC+9).

### Grupo A
| Pos | Equipe        | Pts | J | V | E | D | PP | PC  | SP   | Classificado     |
| --- | ------------- | --- | - | - | - | - | -- | --- | ---- | ---------------- |
| 1   | Nova Zelândia | 9   | 3 | 3 | 0 | 0 | 99 | 31  | +68  | Quartas de final |
| 2   | Argentina     | 7   | 3 | 2 | 0 | 1 | 99 | 54  | +45  | Quartas de final |
| 3   | Austrália     | 5   | 3 | 1 | 0 | 2 | 73 | 48  | +25  | Quartas de final |
| 4   | Coreia do Sul | 3   | 3 | 0 | 0 | 3 | 10 | 148 | −138 |                  |

| 26 julho 2021 10:30                                                         |           | |                                                     |
| Austrália                                                                   | 19–29     | Argentina                                                                                               | Estádio de Tóquio, Tóquio Árbitro: POR Paulo Duarte |
| Tries: Turner (2) 9' m, 12' c Kerevi 13' c Conv.: Longbottom (2/3) 12', 13' | Relatório | Tries: Cinti 1' m Osadczuk 4' m Moneta 5' c Mendy 7' c Bazán 14' m Conv.: Mare (2/4) 6', 7' Bazán (0/1) | Estádio de Tóquio, Tóquio Árbitro: POR Paulo Duarte |

| 26 julho 2021 18:00 |           |                                                |                                                            |
| Austrália | 42–5      | Coreia do Sul                                  | Estádio de Tóquio, Tóquio Árbitro: ARG Nehuén Jauri Rivero |
| Tries: Longbottom 1' c Roache 2' c Miller (2) 7' c, 8' c Malouf 10' c Pietsch 13' c Conv.: Longbottom (4/4) 1', 2', 7', 10' Miller (1/1) 8' Coward (1/1) 13' | Relatório | Tries: Coquillard 9' m Conv.: Coquillard (0/1) | Estádio de Tóquio, Tóquio Árbitro: ARG Nehuén Jauri Rivero |

| 27 julho 2021 10:00 |           |               |                                                       |
| Argentina | 56–0      | Coreia do Sul | Estádio de Tóquio, Tóquio Árbitro: HKG Matthew Rodden |
| Tries: Bazán 1' c Osadczuk 2' c Mare 4' c González 7' c Isgro 8' c Schulz 9' c Revol 12' c Mendy 13' c Conv.: Mare (5/5) 1', 3', 4', 7', 8' Revol (2/2) 9', 13' Del Mestre (1/1) 12' | Relatório |               | Estádio de Tóquio, Tóquio Árbitro: HKG Matthew Rodden |

### Grupo B
| Pos | Equipe       | Pts | J | V | E | D | PP | PC | SP  | Classificado     |
| --- | ------------ | --- | - | - | - | - | -- | -- | --- | ---------------- |
| 1   | Fiji         | 9   | 3 | 3 | 0 | 0 | 85 | 40 | +45 | Quartas de final |
| 2   | Grã-Bretanha | 7   | 3 | 2 | 0 | 1 | 65 | 33 | +32 | Quartas de final |
| 3   | Canadá       | 5   | 3 | 1 | 0 | 2 | 50 | 64 | −14 | Quartas de final |
| 4   | Japão        | 3   | 3 | 0 | 0 | 3 | 31 | 94 | −63 |                  |

| 26 julho 2021 9:00                                                                                           |           |                                                                        |                                                     |
| Fiji | 24–19     | Japão                                                                  | Estádio de Tóquio, Tóquio Árbitro: AUS Damon Murphy |
| Tries: Wainiqolo 1' c Masi 4' m Nacuqu (2) 10' c, 11' m Conv.: Bolaca (1/2) 1' Nacuqu (1/1) 10' Nasoko (0/1) | Relatório | Tries: Matsui 2' c Tuqiri 7' c Soejima 8' m Conv.: Fujita (2/3) 3', 7' | Estádio de Tóquio, Tóquio Árbitro: AUS Damon Murphy |

| 26 julho 2021 9:30                                                                                  |           |        |                                                      |
| Grã-Bretanha                                                                                        | 24–0      | Canadá | Estádio de Tóquio, Tóquio Árbitro: NZL James Doleman |
| Tries: Norton (2) 7' c, 8' m McCann 11' c Fergusson 7' m Conv.: Bibby (2/3) 7', 12' Fergusson (0/1) | Relatório |        | Estádio de Tóquio, Tóquio Árbitro: NZL James Doleman |

| 26 julho 2021 16:30                                                                                           |           |       |                                                     |
| Grã-Bretanha                                                                                                  | 34–0      | Japão | Estádio de Tóquio, Tóquio Árbitro: POR Paulo Duarte |
| Tries: Bibby 1' m Mitchell 2' m Glover 7' c Harris 8' m Waddleton 9' m Davis 12' c Conv.: Bibby (2/6) 7', 12' | Relatório |       | Estádio de Tóquio, Tóquio Árbitro: POR Paulo Duarte |

| 26 julho 2021 17:00                                                                                             |           |                                                                  |                                                   |
| Fiji | 28–14     | Canadá                                                           | Estádio de Tóquio, Tóquio Árbitro: AUS Jordan Way |
| Tries: Bolaca 1' c Wainiqolo 4' c Tuimaba 11' c Tuivuaka 14' c Conv.: Bolaca (2/2) 2', 4' Nacuqu (2/2) 12', 14' | Relatório | Tries: Hirayama 7' c Douglas 12' c Conv.: Hirayama (2/2) 7', 13' | Estádio de Tóquio, Tóquio Árbitro: AUS Jordan Way |

| 27 julho 2021 9:00                                                                                                 |           |                                                                  |                                                     |
| Canadá | 36–12     | Japão                                                            | Estádio de Tóquio, Tóquio Árbitro: AUS Damon Murphy |
| Tries: Braid (3) 2' c, 3' m, 9' m Sauder 5' c Berna 10' m Douglas 12' c Conv.: Hirayama (2/5) 2', 5' Kay (1/1) 12' | Relatório | Tries: Hano 8' m Matsui 13' c Conv.: Bourke (0/1) Goya (1/1) 13' | Estádio de Tóquio, Tóquio Árbitro: AUS Damon Murphy |

| 27 julho 2021 9:30 |           |                                            |                                                      |
| Fiji | 33–7      | Grã-Bretanha                               | Estádio de Tóquio, Tóquio Árbitro: NZL James Doleman |
| Tries: Tuivuaka (2) 2' m, 8' c Maqala 3' c Wainiqolo 7' c Tuimaba 14' c Conv.: Bolaca (3/4) 4', 7', 8' Nasoko (1/1) 14' | Relatório | Tries: Harris 10' c Conv.: Bibby (1/1) 10' | Estádio de Tóquio, Tóquio Árbitro: NZL James Doleman |

### Grupo C
| Pos | Equipe         | Pts | J | V | E | D | PP | PC | SP  | Classificado     |
| --- | -------------- | --- | - | - | - | - | -- | -- | --- | ---------------- |
| 1   | África do Sul  | 9   | 3 | 3 | 0 | 0 | 64 | 31 | +33 | Quartas de final |
| 2   | Estados Unidos | 7   | 3 | 2 | 0 | 1 | 50 | 48 | +2  | Quartas de final |
| 3   | Irlanda        | 5   | 3 | 1 | 0 | 2 | 43 | 59 | −16 | Quartas de final |
| 4   | Quênia         | 3   | 3 | 0 | 0 | 3 | 26 | 45 | −19 |                  |

| 26 julho 2021 11:00                                                                                       |           |                                                              |                                                    |
| África do Sul                                                                                             | 33–14     | Irlanda                                                      | Estádio de Tóquio, Tóquio Árbitro: GBR Craig Evans |
| Tries: Z. Davids 2' c Visser 6' c Geduld 8' c Dry 12' c Gans 13' m Conv.: S. Davids (4/5) 2', 6', 8', 12' | Relatório | Tries: Mullin 7' c Kennedy 10' c Conv.: Dardis (2/2) 7', 10' | Estádio de Tóquio, Tóquio Árbitro: GBR Craig Evans |

| 26 julho 2021 11:30                                                                 |           |                                                           |                                                   |
| Estados Unidos                                                                      | 19–14     | Quênia                                                    | Estádio de Tóquio, Tóquio Árbitro: AUS Jordan Way |
| Tries: Isles 2' m Iosefo 4' c Hughes 13' c Conv.: Hughes (1/2) 5' Tomasin (1/1) 14' | Relatório | Tries: Injera 6' c Oluoch 9' c Conv.: Agero (2/2) 7', 10' | Estádio de Tóquio, Tóquio Árbitro: AUS Jordan Way |

| 26 julho 2021 18:30                                                     |           |                                                                                 |                                                      |
| Estados Unidos                                                          | 19–17     | Irlanda                                                                         | Estádio de Tóquio, Tóquio Árbitro: NZL James Doleman |
| Tries: Baker 1' c Hughes 3' m Tomasin 10' c Conv.: Hughes (2/3) 2', 10' | Relatório | Tries: Lennox 7' m McNulty 8' m Horan 14' c Conv.: Dardis (0/2) Roche (1/1) 14' | Estádio de Tóquio, Tóquio Árbitro: NZL James Doleman |

| 26 julho 2021 19:00                                               |           |                                       |                                                     |
| África do Sul                                                     | 14–5      | Quênia                                | Estádio de Tóquio, Tóquio Árbitro: AUS Damon Murphy |
| Tries: S. Davids 2' c Soyizwapi 3' c Conv.: Du Preez (2/2) 2', 4' | Relatório | Tries: Injera 6' m Conv.: Agero (0/1) | Estádio de Tóquio, Tóquio Árbitro: AUS Damon Murphy |

| 27 julho 2021 11:00                        |           |                                                        |                                                   |
| Quênia                                     | 7–12      | Irlanda                                                | Estádio de Tóquio, Tóquio Árbitro: AUS Jordan Way |
| Tries: Onyala 13' c Conv.: Taabu (1/1) 13' | Relatório | Tries: Lennox 1' m McNulty 2' c Conv.: Dardis (1/2) 2' | Estádio de Tóquio, Tóquio Árbitro: AUS Jordan Way |

| 27 julho 2021 11:30                                                  |           |                                                                           |                                                    |
| África do Sul                                                        | 17–12     | Estados Unidos                                                            | Estádio de Tóquio, Tóquio Árbitro: GBR Craig Evans |
| Tries: S. Davids (2) 6' m, 10' m Gans 8' c Conv.: S. Davids (1/3) 9' | Relatório | Tries: Schroeder 1' m Thompson 12' c Conv.: Melphy (0/1) Hughes (1/1) 13' | Estádio de Tóquio, Tóquio Árbitro: GBR Craig Evans |

### Melhores terceiro colocados
| Pos | Grp | Equipe    | Pts | J | V | E | D | PP | PC | SP  | Classificado     |
| --- | --- | --------- | --- | - | - | - | - | -- | -- | --- | ---------------- |
| 1   | A   | Austrália | 5   | 3 | 1 | 0 | 2 | 73 | 48 | +25 | Quartas de final |
| 2   | B   | Canadá    | 5   | 3 | 1 | 0 | 2 | 50 | 64 | −14 | Quartas de final |
| 3   | C   | Irlanda   | 5   | 3 | 1 | 0 | 2 | 43 | 59 | −16 |                  |

## Fase final
|  | Quartas de final | Quartas de final |               |           | Semifinal           | Semifinal           |  |  | Final       | Final |
|  |                  |                  |               |           |                     |                     |  |  |             |       |
|  | 27 de julho      |                  |               |           |                     |                     |  |  |             |       |
|  |                  |                  |               |           |                     |                     |  |  |             |       |
|  | Nova Zelândia    | 21               |               |           |                     |                     |  |  |             |       |
|  | Nova Zelândia    | 21               | 28 de julho   |           |                     |                     |  |  |             |       |
|  | Canadá           | 10               |               |           |                     |                     |  |  |             |       |
|  | Canadá           | 10               | Nova Zelândia | 29        |                     |                     |  |  |             |       |
|  | 27 de julho      |                  | Nova Zelândia | 29        |                     |                     |  |  |             |       |
|  |                  | Grã-Bretanha     | 7             |           |                     |                     |  |  |             |       |
|  | Grã-Bretanha     | Grã-Bretanha     | 7             | 26        |                     |                     |  |  |             |       |
|  | Grã-Bretanha     |                  | 28 de julho   | 26        |                     |                     |  |  |             |       |
|  | Estados Unidos   | 21               |               |           |                     |                     |  |  |             |       |
|  | Estados Unidos   | 21               | Nova Zelândia | 12        |                     |                     |  |  |             |       |
|  | 27 de julho      |                  | Nova Zelândia | 12        |                     |                     |  |  |             |       |
|  |                  | Fiji             | 27            |           |                     |                     |  |  |             |       |
|  | África do Sul    | Fiji             | 27            | 14        |                     |                     |  |  |             |       |
|  | África do Sul    | 28 de julho      |               | 14        |                     |                     |  |  |             |       |
|  | Argentina        | 19               |               |           |                     |                     |  |  |             |       |
|  | Argentina        | 19               | Argentina     | 14        | Disputa pelo bronze | Disputa pelo bronze |  |  |             |       |
|  | 27 de julho      |                  | Argentina     | 14        | Disputa pelo bronze | Disputa pelo bronze |  |  |             |       |
|  |                  | Fiji             | 26            |           |                     |                     |  |  |             |       |
|  | Fiji             | Fiji             | 26            | 19        | Grã-Bretanha        | 12                  |  |  |             |       |
|  | Fiji             |                  |               | 19        | Grã-Bretanha        | 12                  |  |  |             |       |
|  | Austrália        | 0                |               | Argentina | 17                  |                     |  |  |             |       |
|  | Austrália        | 0                |               |           | 17                  |                     |  |  |             |       |
|  |                  |                  |               |           |                     |                     |  |  | 28 de julho |       |
|  |                  |                  |               |           |                     |                     |  |  |             |       |

|  | Classificação 5–8 | Classificação 5–8 |    |             | Disputa pelo 5º lugar | Disputa pelo 5º lugar |  |
|  |                   |                   |    |             |                       |                       |  |
|  | 28 de julho       |                   |    |             |                       |                       |  |
|  | Canadá            | 14                |    |             |                       |                       |  |
|  | Estados Unidos    | 21                |    |             |                       |                       |  |
|  |                   |                   |    |             |                       |                       |  |
|  |                   |                   |    |             | 28 de julho           |                       |  |
|  |                   |                   |    |             | Estados Unidos        | 7                     |  |
|  |                   | África do Sul     | 28 |             |                       |                       |  |
|  |                   |                   |    |             |                       |                       |  |
|  |                   |                   |    |             |                       |                       |  |
|  |                   |                   |    |             | Disputa pelo 7º lugar |                       |  |
|  | 28 de julho       | 28 de julho       |    | 28 de julho | 28 de julho           |                       |  |
|  | África do Sul     | 22                |    | Canadá      | 7                     |                       |  |
|  | Austrália         | 19                |    |             | Austrália             | 26                    |  |

|  | Classificação 9–12 | Classificação 9–12 |    |               | Disputa pelo 9º lugar  | Disputa pelo 9º lugar |  |
|  |                    |                    |    |               |                        |                       |  |
|  | 27 de julho        |                    |    |               |                        |                       |  |
|  | Irlanda            | 31                 |    |               |                        |                       |  |
|  | Coreia do Sul      | 0                  |    |               |                        |                       |  |
|  |                    |                    |    |               |                        |                       |  |
|  |                    |                    |    |               | 28 de julho            |                       |  |
|  |                    |                    |    |               | Irlanda                | 0                     |  |
|  |                    | Quênia             | 22 |               |                        |                       |  |
|  |                    |                    |    |               |                        |                       |  |
|  |                    |                    |    |               |                        |                       |  |
|  |                    |                    |    |               | Disputa pelo 11º lugar |                       |  |
|  | 27 de julho        | 27 de julho        |    | 28 de julho   | 28 de julho            |                       |  |
|  | Quênia             | 21                 |    | Coreia do Sul | 19                     |                       |  |
|  | Japão              | 7                  |    |               | Japão                  | 31                    |  |

### Classificação 9º–12º lugar
| 27 julho 2021 16:30                                                                                            |           |               |                                                           |
| Irlanda | 31–0      | Coreia do Sul | Estádio de Tóquio, Tóquio Árbitro: URU Francisco González |
| Tries: Roche 1' m Conroy (2) 2' m, 13' c Mullin (2) 11' c, 14' c Conv.: Roche (0/2) Dardis (3/3) 12', 13', 14' | Relatório |               | Estádio de Tóquio, Tóquio Árbitro: URU Francisco González |

| 27 julho 2021 17:00                                                         |           |                                         |                                                         |
| Quênia                                                                      | 21–7      | Japão                                   | Estádio de Tóquio, Tóquio Árbitro: ARG Damián Schneider |
| Tries: Otieno 3' c Oluoch 5' c Amonde 12' c Conv.: Olindi (3/3) 4', 5', 12' | Relatório | Tries: Matsui 1' c Conv.: Kano (1/1) 2' | Estádio de Tóquio, Tóquio Árbitro: ARG Damián Schneider |

### Quartas de final
| 27 julho 2021 18:00                                                                           |           |                                                                         |                                                      |
| Grã-Bretanha                                                                                  | 26–21     | Estados Unidos                                                          | Estádio de Tóquio, Tóquio Árbitro: NZL James Doleman |
| Tries: Lindsay-Hague 6' c Harris 8' c Davis 10' c Norton 11' m Conv.: Bibby (3/4) 7', 8', 10' | Relatório | Tries: Barrett 1' c Baker (2) 3' c, 4' c Conv.: Hughes (3/3) 1', 3', 4' | Estádio de Tóquio, Tóquio Árbitro: NZL James Doleman |

| 27 julho 2021 18:30                                          |           |                                                                                 |                                                     |
| África do Sul                                                | 14–19     | Argentina                                                                       | Estádio de Tóquio, Tóquio Árbitro: AUS Damon Murphy |
| Tries: S. Davids 1' c Penalty try 13' Conv.: Geduld (1/1) 1' | Relatório | Tries: Moneta (2) 4' c, 7' c Álvarez 12' m Conv.: Mare (2/2) 5', 7' Bazán (0/1) | Estádio de Tóquio, Tóquio Árbitro: AUS Damon Murphy |

| 27 julho 2021 19:00                                                             |           |           |                                                    |
| Fiji                                                                            | 19–0      | Austrália | Estádio de Tóquio, Tóquio Árbitro: GBR Craig Evans |
| Tries: Tuwai (2) 3' c, 11' c Tuimaba 12' m Conv.: Bolaca (1/1) Botitu (1/2) 11' | Relatório |           | Estádio de Tóquio, Tóquio Árbitro: GBR Craig Evans |

### Classificação 5º–8º lugar
| 28 julho 2021 10:00                                           |           |                                                                            |                                                           |
| Canadá                                                        | 14–21     | Estados Unidos                                                             | Estádio de Tóquio, Tóquio Árbitro: URU Francisco González |
| Tries: Jones 6' c Douglas 13' c Conv.: Hirayama (2/2) 7', 13' | Relatório | Tries: Isles (2) 2' c, 14' c Iosefo 12' c Conv.: Hughes (3/3) 2', 12', 14' | Estádio de Tóquio, Tóquio Árbitro: URU Francisco González |

| 28 julho 2021 10:30                                                                                          |           | |                                                    |
| África do Sul                                                                                                | 22–19     | Austrália                                                                                                 | Estádio de Tóquio, Tóquio Árbitro: GBR Craig Evans |
| Tries: Soyizwapi 1' m Brown (2) 5' m, 7' c Pretorius 11' m Conv.: Brown (0/1) Geduld (1/2) 7' Du Preez (0/1) | Relatório | Tries: Miller 8' c Turner 10' m Longbottom 12' c Conv.: Miller (1/1) 9' Coward (0/1) Longbottom (1/1) 13' | Estádio de Tóquio, Tóquio Árbitro: GBR Craig Evans |

### Semifinal
| 28 julho 2021 11:30                                    |           | |                                                      |
| Argentina                                              | 14–26     | Fiji | Estádio de Tóquio, Tóquio Árbitro: NZL James Doleman |
| Tries: Moneta 6' c Mendy 7' c Conv.: Mare (2/2) 6', 7' | Relatório | Tries: Maqala 2' m Derenalagi 4' c Wainiqolo 8' c Radradra 11' c Conv.: Bolaca (1/2) 4' Tuwai (1/1) 9' Botitu (1/1) 11' | Estádio de Tóquio, Tóquio Árbitro: NZL James Doleman |

### Disputa pelo décimo primeiro lugar
| 28 julho 2021 9:00                                                                     |           | |                                                         |
| Coreia do Sul                                                                          | 19–31     | Japão | Estádio de Tóquio, Tóquio Árbitro: GBR Richard Haughton |
| Tries: Coquillard 1' c Jang J-m. 4' m Jeong Y-s. 10' c Conv.: Coquillard (2/3) 1', 10' | Relatório | Tries: Tuqiri 2' c Hikosaka 5' c Kano 7' m Matsui 8' c Hano 11' m Conv.: Kano (3/4) 2', 6', 8' Fujita (0/1) | Estádio de Tóquio, Tóquio Árbitro: GBR Richard Haughton |

### Disputa pelo nono lugar
| 28 julho 2021 9:30 |           | |                                                         |
| Irlanda            | 0–22      | Quênia                                                                                                 | Estádio de Tóquio, Tóquio Árbitro: ARG Damián Schneider |
|                    | Relatório | Tries: Olindi 5' c Ojee 10' m Ambaka 12' m Taabu 14' m Conv.: Olindi (1/1) 5' Taabu (0/2) Amonde (0/1) | Estádio de Tóquio, Tóquio Árbitro: ARG Damián Schneider |

### Disputa pelo sétimo lugar
| 28 julho 2021 16:30                        |           | |                                                     |
| Canadá                                     | 7–26      | Austrália | Estádio de Tóquio, Tóquio Árbitro: POR Paulo Duarte |
| Tries: Braid 3' c Conv.: Hirayama (1/1) 3' | Relatório | Tries: Lawson 1' c Anderson 6' m Malouf 9' c Miller 12' c Conv.: Coward (1/1) 2' Anderson (0/1) Longbottom (2/2) 9', 12' | Estádio de Tóquio, Tóquio Árbitro: POR Paulo Duarte |

### Disputa pelo quinto lugar
| 28 julho 2021 17:00                        |           | |                                                        |
| Estados Unidos                             | 7–28      | África do Sul                                                                                             | Estádio de Tóquio, Tóquio Árbitro: GBR Sam Grove-White |
| Tries: Tomasin 4' c Conv.: Hughes (1/1) 4' | Relatório | Tries: Geduld 2' c Makata 7' c Arendse 12' c Gans 14' c Conv.: Brown (2/2) 2', 7' Du Preez (2/2) 13', 14' | Estádio de Tóquio, Tóquio Árbitro: GBR Sam Grove-White |

### Disputa pelo bronze
| 28 julho 2021 17:30                                          |           |                                                                |                                                      |
| Grã-Bretanha                                                 | 12–17     | Argentina                                                      | Estádio de Tóquio, Tóquio Árbitro: NZL James Doleman |
| Tries: Harris 1' m Lindsay-Hague 9' c Conv.: Bibby (1/2) 10' | Relatório | Tries: Bazán 4' m Moneta 5' c Mendy 11' m Conv.: Mare (1/3) 6' | Estádio de Tóquio, Tóquio Árbitro: NZL James Doleman |

## Classificação final

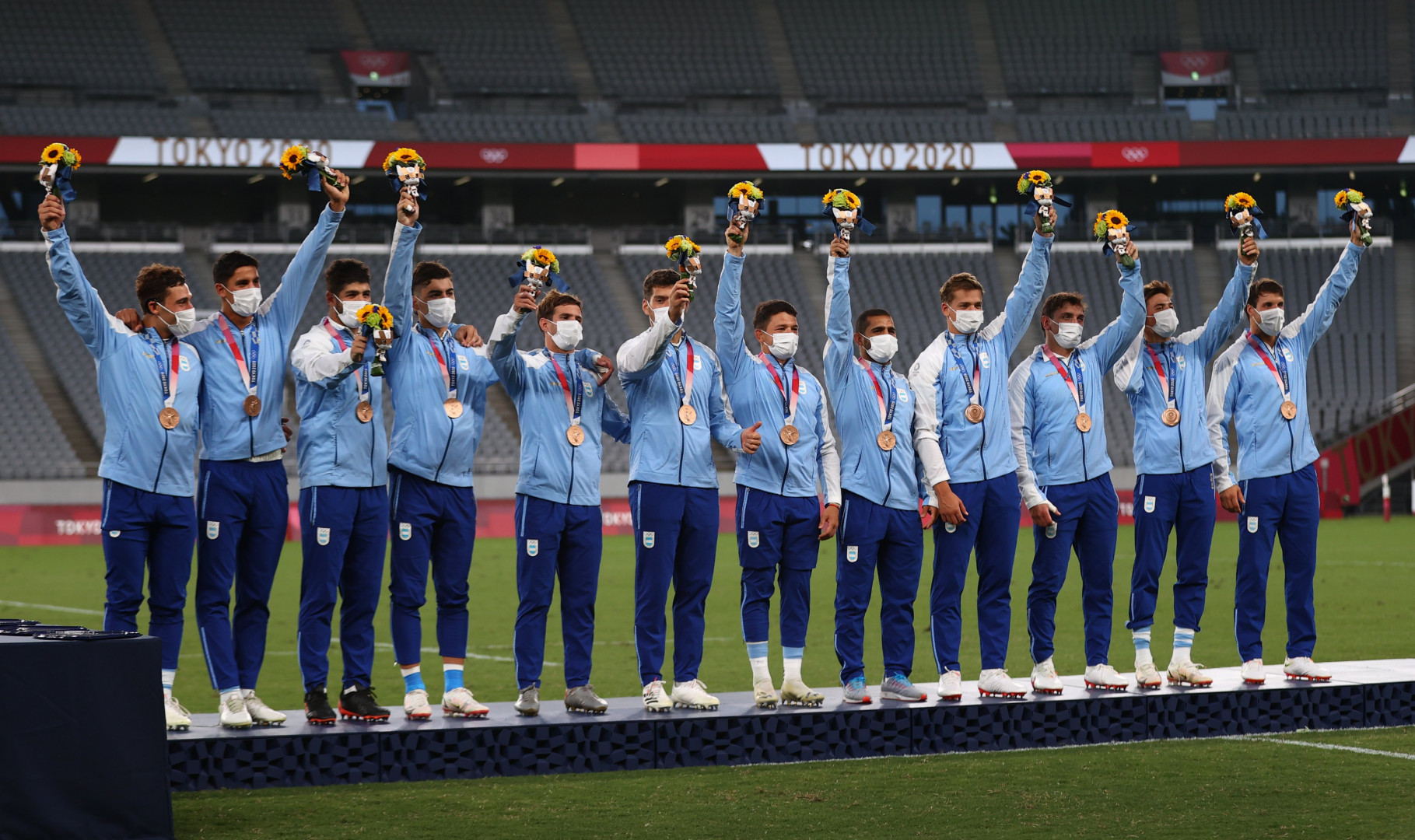
Jogadores da Argentina comemorando a primeira medalha do país no rugby olímpico.

| Pos.              | Equipe             | Jogos | Pontos | Méd. pts. | Tries | Méd. tries |
| ----------------- | ------------------ | ----- | ------ | --------- | ----- | ---------- |
| Medalha de ouro   | FIJ Fiji           | 6     | 157    | 26.17     | 24    | 4.00       |
| Medalha de prata  | NZL Nova Zelândia  | 6     | 161    | 26.83     | 24    | 4.00       |
| Medalha de bronze | ARG Argentina      | 6     | 149    | 24.83     | 23    | 3.83       |
| 4                 | GBR Grã-Bretanha   | 6     | 110    | 18.33     | 18    | 3.00       |
| 5                 | RSA África do Sul  | 6     | 128    | 21.50     | 19    | 3.17       |
| 6                 | USA Estados Unidos | 6     | 99     | 16.50     | 15    | 2.50       |
| 7                 | AUS Austrália      | 6     | 118    | 19.67     | 18    | 3.00       |
| 8                 | CAN Canadá         | 6     | 81     | 13.50     | 13    | 2.17       |
| 9                 | KEN Quênia         | 5     | 69     | 13.80     | 11    | 2.20       |
| 10                | IRL Irlanda        | 5     | 74     | 14.80     | 12    | 2.40       |
| 11                | JPN Japão          | 5     | 69     | 13.80     | 11    | 2.20       |
| 12                | KOR Coreia do Sul  | 5     | 29     | 5.80      | 5     | 1.00       |